# Genetic World
Albums de Télépopmusik
Angel Milk
(2005)
Genetic World est le premier album du groupe de trip hop et musique électronique français Télépopmusik.
Apparaissent les premières collaborations du groupe avec Angela McCluskey, dont le titre d'ouverture Breathe.

## Liste des titres
| 1.    | Breathe                                                                             | 4:42 |
| 2.    | Genetic World                                                                       | 4:00 |
| 3.    | Love Can Damage Your Health                                                         | 5:33 |
| 4.    | Animal Man                                                                          | 4:27 |
| 5.    | Free                                                                                | 3:52 |
| 6.    | Let's Go Again                                                                      | 3:02 |
| 7.    | Dance Me                                                                            | 3:34 |
| 8.    | Da Hoola (Soda-Pop Mix)                                                             | 4:16 |
| 9.    | Smile                                                                               | 4:02 |
| 10.   | Trishika                                                                            | 5:56 |
| 11.   | Yesterday Was A Lie                                                                 | 5:00 |
| 12.   | dp.dq>=h/4pi (aussi connu sous le nom de L'incertitude d'Heisenberg ou Mathematics) | 5:51 |
| 54:09 |                                                                                     |      |